# 钟秉林
钟秉林（1951年7月—2024年4月7日），男，汉族，北京人，中华人民共和国政治人物，中国共产党党员。

## 生平
1977年毕业于南京工学院（1988年更名东南大学）机械系后留校任教，1987年在南京工学院获硕士学位，1990年公派英国留学，1994年在英国威尔士大学获博士学位。历任东南大学机械工程系副系主任、系主任，东南大学副校长。
1996年9月调任国家教育委员会高等教育司司长，1998年7月起任教育部高等教育司司长。2001年4月起任北京师范大学校长。2008年当选第十一届全国政协委员，代表教育界，分入第四十二组。并担任教科文卫体委员会专委。
2012年返回东南大学任教。
2024年4月7日逝世。